# میخائیلا کودلاچکووا
میخائیلا کودلاچکووا (چکی: Michaela Kudláčková؛ زادهٔ ۲۱ اوت ۱۹۶۸) یک هنرپیشه اهل چکسلواکی است.
از فیلم‌ها یا مجموعه‌های تلویزیونی که وی در آن‌ها نقش داشته‌است می‌توان به «نفر آخر به جهنم می‌رود» (۱۹۸۲) اشاره نمود.